# Un colpo in un istante
Un colpo in un istante è una canzone dei Delta V, secondo singolo tratto dall'album Monaco '74.
La canzone è stata tradotta anche in lingua inglese (Tramps and dancers) in previsione di una versione per il mercato internazionale di Monaco '74, ma è presente solo come videoclip nella Delta V Collection. La canzone Scene di un amore (contenuta nel cd singolo) è un Txt remix ovvero una canzone che ha la stessa musica di Un colpo in un istante, ma un testo diverso.

## Videoclip
Il videoclip è ispirato al film Il presidente del Borgorosso Football Club interpretato da Alberto Sordi. La regia è di Cosimo Alemà, e le riprese sono state effettuate a Milano, Como, Monza (stadio Brianteo di giorno), Torino e Roma (stadio Flaminio in notturna). Tanti gli ospiti: Elio, Carlo Verdone, Franco Califano, Andy Luotto, Dino Meneghin. Ma anche numerosi sportivi: Gianluca Zambrotta, Simone Inzaghi, Marco Tardelli, Luís Oliveira, Luca Toni e Nicola Ventola, Adriano Bonaiuti, Claudio Gentile, e altri ancora. Nel finale viene anche "citato" il videoclip di Nuvole rapide dei Subsonica.

## CD Singolo
1. Un colpo in un istante (Album version)
2. Un colpo in un istante (Buzz remix) *
3. Nothing *
4. Scene di un amore (Txt remix) *
5. Un colpo in un istante Videoclip
6. Un colpo in un istante Backstage videoclip

* = Tracce disponibili solo in questo cd singolo.

## Recensioni
- Gufetto.it[collegamento interrotto].
- Rockit.it.